# Every Breath You Take: The Singles
Albums de The Police
Synchronicity
(1983) Greatest Hits
(1992)
Every Breath You Take: The Singles est une compilation du groupe britannique The Police sortie en 1986. En 1990, elle est parue en Nouvelle-Zélande, en Australie et en Espagne sous le nom de Their Greatest Hits avec une image différente.

## Liste des chansons
Toutes les chansons sont écrites par Sting
1. Roxanne – 3:11
2. Can't Stand Losing You – 2:48
3. So Lonely – 4:47
4. Message in a Bottle – 4:50
5. Walking on the Moon – 5:01
6. Don't Stand So Close to Me '86 – 4:40
  - Version mise à jour de la chanson originellement sortie sur l'album Zenyattà Mondatta.
7. De Do Do Do, De Da Da Da – 4:06
  - Originellement sortie sur l'album Zenyattà Mondatta.
8. Every Little Thing She Does Is Magic – 4:19
9. Invisible Sun – 3:44
10. Spirits in the Material World – 2:58
11. Every Breath You Take – 4:13
12. King of Pain – 4:57
13. Wrapped Around Your Finger – 5:14

- Les pistes 1-3 sont originellement sorties sur l'album Outlandos d'Amour.
- Les pistes 4-5 sont originellement sorties sur l'album Reggatta de Blanc.
- Les pistes 8-10 sont originellement sorties sur l'album Ghost in the Machine.
- Les pistes 11-13 sont originellement sorties sur l'album Synchronicity.

## Every Breath You Take: The Classics
En 1995, A&M Records sort Every Breath You Take: The Classics (rebaptisé The Police Greatest Hits (digitally remastered) en 1996) pour remplacer l'album original. Il contient une liste de chansons légèrement différente. La version originale de Don't Stand So Close to Me remplace la version de 1986 à la piste 5, celle de 1986 est à la piste 13, et un « New Classic Rock Mix » de Message in a Bottle comme piste 14. Les versions DTS et hybride SACD de cet album, sorti en 2000 et 2003, respectivement, incluent une jeune version inédite de De Do Do Do, De Da Da Da.